# Чемпіонат України з легкої атлетики 2010
Чемпіонат України з легкої атлетики 2010 серед дорослих був проведений 1-4 липня в Донецьку на РСК «Олімпійський».

## Призери основного чемпіонату

### Чоловіки
| Дисципліни                | Золото                                                                         | Золото   | Срібло                                                                              | Срібло   | Бронза                                                                              | Бронза   |
| ------------------------- | ------------------------------------------------------------------------------ | -------- | ----------------------------------------------------------------------------------- | -------- | ----------------------------------------------------------------------------------- | -------- |
| 100 метрів                | Сергій Смелик Луганська область                                                | 10,39    | Ігор Бодров Харківська область                                                      | 10,40    | Сергій Сагуткін Запорізька область                                                  | 10,48    |
| 200 метрів                | Олексій Рємєнь Запорізька область                                              | 21,27    | Сергій Костенко Запорізька область                                                  | 21,34    | Олександр Кащеєв Донецька область                                                   | 21,57    |
| 400 метрів                | Дмитро Островський Хмельницька область                                         | 45,79    | Володимир Бураков Київ                                                              | 46,46    | Михайло Книш Вінницька область                                                      | 46,74    |
| 800 метрів                | Олександр Осмолович Житомирська область                                        | 1.48,33  | Олександр Борисюк Волинська область                                                 | 1.48,50  | Віталій Волошин Черкаська область                                                   | 1.48,68  |
| 1500 метрів               | Олександр Борисюк Волинська область                                            | 3.44,16  | Микола Лабовський Чернівецька область                                               | 3.45,04  | Сергій Лебідь Донецька область                                                      | 3.45,14  |
| 5000 метрів               | Максим Кривоніс Івано-Франківська область                                      | 14.10,09 | Михайло Іверук Рівненська область                                                   | 14.10,29 | Віталій Рибак Чернівецька область                                                   | 14.10,40 |
| 10000 метрів              | Віталій Шафар Волинська область                                                | 29.26,18 | Ігор Гелетій Івано-Франківська область                                              | 29.41,32 | Ігор Олефіренко Волинська область                                                   | 29.46,01 |
| 110 метрів з бар'єрами    | Давід Іларіані Грузія                                                          | 13,99    | Сергій Копанайко Луганська область                                                  | 14,03    | Олександр Шагов Київ                                                                | 14,12    |
| 400 метрів з бар'єрами    | Станіслав Мельников Одеська область                                            | 50,06    | Сергій Бородін Київ                                                                 | 51,56    | Артем Ахкозов Дніпропетровська область                                              | 51,66    |
| 3000 метрів з перешкодами | Вадим Слободенюк Рівненська область                                            | 8.41,50  | Ілля Сухарєв Луганська область                                                      | 8.49,95  | Павло Олійник Чернігівська область                                                  | 8.52,81  |
| 4×100 метрів              | Запорізька областьКостянтин Васюков Сергій Смелик Віталій Корж Сергій Сагуткін | 40,17    | Донецька областьОлександр Кащеєв Данило Акімочкін Андрій Романов Олексій Кривошанов | 41,68    | Харківська областьАнатолій Довгаль Андрій Пшинік Дмитро Підопригора Руслан Перестюк | 42,05    |
| 4×400 метрів              | Вінницька областьМихайло Книш Сергій Долгий Антон Девятко Роман Головащенко    | 3.10,79  | Дніпропетровська областьРоман Старух Денис Тесленко Єгор Кікас Анатолій Синянський  | 3.12,42  | Київська областьБогдан Столярчук Микола Куліш Ігор Лукащук Володимир Бураков        | 3.13,40  |
| Стрибки у висоту          | Дмитро Дем'янюк Львівська область                                              | 2,26     | Олександр Нартов Харківська область                                                 | 2,26     | Віктор Шаповал Львівська область                                                    | 2,20     |
| Стрибки з жердиною        | Максим Мазурик Донецька область                                                | 5,50     | Олександр Корчмід Київська область                                                  | 5,30     | Сергій Горовий Київська область                                                     | 5,30     |
| Стрибки в довжину         | Олександр Солдаткін Донецька область                                           | 7,98     | Дмитро Тидень Хмельницька область                                                   | 7,77     | Дмитро Білоцерківський Київська область                                             | 7,74     |
| Потрійний стрибок         | Віктор Ястребов Київська область                                               | 16,96    | Євген Семененко Харківська область                                                  | 16,88    | Олександр Сергєєв Харківська область                                                | 16,79    |
| Штовхання ядра            | Андрій Семенов Одеська область                                                 | 20,21    | Андрій Бородкін Закарпатська область                                                | 19,90    | Станіслав Сегеда Сумська область                                                    | 18,93    |
| Метання диска             | Іван Гришин Київська область                                                   | 62,10    | Олексій Семенов Донецька область                                                    | 61,87    | Сергій Пругло АР Крим                                                               | 59,86    |
| Метання молота            | Олексій Сокирський АР Крим                                                     | 74,75    | Андрій Мартинюк Черкаська область                                                   | 71,98    | Дмитро Миколайчук Київська область                                                  | 70,02    |
| Метання списа             | Дмитро Косинський Київська область                                             | 76,16    | Роман Авраменко АР Крим                                                             | 74,94    | Олександр П'ятниця Дніпропетровська область                                         | 74,56    |

### Жінки
| Дисципліни                | Золото                                                                            | Золото   | Срібло                                                                                 | Срібло   | Бронза                                                                                 | Бронза   |
| ------------------------- | --------------------------------------------------------------------------------- | -------- | -------------------------------------------------------------------------------------- | -------- | -------------------------------------------------------------------------------------- | -------- |
| 100 метрів                | Олеся Повх Запорізька область                                                     | 11,51    | Марія Рємєнь Запорізька область                                                        | 11,30    | Наталя Погребняк Харківська область                                                    | 11,52    |
| 200 метрів                | Марія Рємєнь Запорізька область                                                   | 23,16    | Маргарита Шевчук Донецька область                                                      | 23,49    | Ольга Андрєєва Харківська область                                                      | 23,54    |
| 400 метрів                | Дарина Приступа Донецька область                                                  | 52,28    | Ксенія Карандюк Київська область                                                       | 52,48    | Катерина Балясникова Київська область                                                  | 53,06    |
| 800 метрів                | Юлія Кревсун Донецька область                                                     | 2.00,18  | Ольга Завгородня Чернігівська область                                                  | 2.00,87  | Ольга Бібік Чернігівська область                                                       | 2.01,87  |
| 1500 метрів               | Анна Міщенко Харківська область                                                   | 4.10,98  | Тамара Твердоступ Харківська область                                                   | 4.11,27  | Ольга Єкименко Донецька область                                                        | 4.12,26  |
| 5000 метрів               | Тетяна Головченко Сумська область                                                 | 15.44,07 | Ольга Скрипак Чернігівська область                                                     | 15.51,85 | Ганна Носенко Дніпропетровська область                                                 | 16.00,56 |
| 10000 метрів              | Тетяна Головченко Сумська область                                                 | 32.46,42 | Юлія Рубан Київська область                                                            | 33.47,29 | Юлія Ігнатова Одеська область                                                          | 33.58,42 |
| 100 метрів з бар'єрами    | Євгенія Снігур Харківська область                                                 | 12,91    | Олена Красовська Київ                                                                  | 13,34    | Наталія Забродська Одеська область                                                     | 13,55    |
| 400 метрів з бар'єрами    | Анна Тітімець Дніпропетровська область                                            | 55,59    | Анна Рижикова Дніпропетровська область                                                 | 55,60    | Оксана Волосюк Дніпропетровська область                                                | 57,43    |
| 3000 метрів з перешкодами | Валерія Мара АР Крим                                                              | 9.38,31  | Марія Шаталова АР Крим                                                                 | 9.53,06  | Юлія Кухар Львівська область                                                           | 10.46,73 |
| 4×100 метрів              | Харківська область-1Уляна Лепська Наталя Погребняк Анна Венгрус Дар'я Піжанкова   | 45,78    | Донецька областьВікторія Корконішко Аліна Логвиненко Маргарита Шевчук Умеренкова Ганна | 46,14    | Харківська область-2Олена Алексеєнко Андрєєва Ольга Анна Плотіцина Юлія Ірхіна         | 46,37    |
| 4×400 метрів              | Дніпропетровська областьЮлія Баралей Ірина Головченко Анна Рижикова Анна Тітімець | 3.36,44  | Чернігівська областьОльга Бібік Ольга Завгородня Юлія Литвиненко Ольга Філіпова        | 3.42,02  | Київська областьКатерина Балясникова Ганна Бабич-Кальногуз Ксенія Карандюк Ілона Дудко | 3.42,07  |
| Стрибки у висоту          | Віта Стьопіна Миколаївська область                                                | 1,92     | Оксана Окунєва Миколаївська область                                                    | 1,89     | Єлизавета Гладкова Харківська область                                                  | 1,89     |
| Стрибки з жердиною        | Оксана Петренко Миколаївська область                                              | 3,80     | Маргарита Кривко Одеська область                                                       | 3,60     | Оксана Редько Харківська область                                                       | 3,60     |
| Стрибки в довжину         | Вікторія Рибалко Запорізька область                                               | 6,70     | Дар'я Піжанкова Харківська область                                                     | 6,40     | Олександра Стаднюк Черкаська область                                                   | 6,36     |
| Потрійний стрибок         | Лілія Кулик Харківська область                                                    | 14,27    | Світлана Мамєєва Харківська область                                                    | 13,88    | Ганна Демидова Миколаївська область                                                    | 13,85    |
| Штовхання ядра            | Галина Облещук Івано-Франківська область                                          | 16,32    | Вікторія Дегтяр Одеська область                                                        | 15,77    | Анна Самолюк Київська область                                                          | 15,40    |
| Метання диска             | Катерина Карсак Одеська область                                                   | 60,82    | Катерина Шишкіна Донецька область                                                      | 53,76    | Марія Кошкарьова Дніпропетровська область                                              | 51,50    |
| Метання молота            | Наталія Золотухіна Черкаська область                                              | 67,70    | Ірина Новожилова Херсонська область                                                    | 67,00    | Ірина Секачова Київська область                                                        | 64,80    |
| Метання списа             | Віра Ребрик АР Крим                                                               | 57,97    | Ольга Іванкова Харківська область                                                      | 54,03    | Ганна Гацько Запорізька область                                                        | 53,87    |

## Окремі чемпіонати
Крім основного чемпіонату в Донецьку, протягом 2010 в різних містах України були також проведені чемпіонати України в окремих дисциплінах легкої атлетики серед дорослих спортсменів.

### Стадіонні дисципліни
- Зимовий чемпіонат України з легкоатлетичних метань 2010 був проведений 24-26 лютого в Ялті.
- Чемпіонат України з легкоатлетичних багатоборств 2010 був проведений 27-28 травня в Ялті на стадіоні «Авангард».

#### Чоловіки
| Дисципліни               | Золото                           | Золото | Срібло                              | Срібло | Бронза                                      | Бронза |
| ------------------------ | -------------------------------- | ------ | ----------------------------------- | ------ | ------------------------------------------- | ------ |
| Метання диска (зимовий)  | Сергій Пругло АР Крим            | 60,52  | Іван Гришин Київська область        | 57,07  | Володимир Костюченко Київська область       | 56,45  |
| Метання молота (зимовий) | Ділшод Назаров Таджикистан       | 74,18  | Олексій Сокирський АР Крим          | 71,46  | Артем Рубанко Київська область              | 70,20  |
| Метання списа (зимовий)  | Роман Авраменко АР Крим          | 79,07  | Дмитро Косинський Київська область  | 78,20  | Олександр П'ятниця Дніпропетровська область | 77,54  |
| Десятиборство            | Євген Нікітін Харківська область | 7806   | Олексій Гордієнко Черкаська область | 7167   | Марк Тимченко Харківська область            | 7153   |

#### Жінки
| Дисципліни               | Золото                          | Золото | Срібло                               | Срібло | Бронза                                   | Бронза |
| ------------------------ | ------------------------------- | ------ | ------------------------------------ | ------ | ---------------------------------------- | ------ |
| Метання диска (зимовий)  | Катерина Карсак Одеська область | 58,70  | Юлія Курило Донецька область         | 54,82  | Вікторія Клочко Дніпропетровська область | 53,75  |
| Метання молота (зимовий) | Марина Маргієва Молдова         | 68,32  | Наталія Золотухіна Черкаська область | 67,00  | Ірина Новожилова Херсонська область      | 63,00  |
| Метання списа (зимовий)  | Віра Ребрик АР Крим             | 62,40  | Ганна Гацько Запорізька область      | 54,99  | Анна Котенко Київська область            | 48,68  |
| Семиборство              | Інна Ахкозова Київська область  | 5849   | Аліна Фьодорова Київська область     | 5760   | Ірина Ількевич Одеська область           | 5527   |

### Шосейна спортивна ходьба
- Зимовий чемпіонат України зі спортивної ходьби 2010 був проведений 13-14 березня в Євпаторії.
- Чемпіонат України зі спортивної ходьби на 20 кілометрів 2010 був проведений 12 червня в Сумах.
- Чемпіонат України зі спортивної ходьби на 50 кілометрів 2010 був проведений 10 жовтня в Івано-Франківську[1].

#### Чоловіки
| Дисципліни                     | Золото                            | Золото  | Срібло                            | Срібло  | Бронза                                | Бронза  |
| ------------------------------ | --------------------------------- | ------- | --------------------------------- | ------- | ------------------------------------- | ------- |
| Ходьба 20 кілометрів (зимовий) | Руслан Дмитренко Донецька область | 1:23.02 | Іван Лосев Київська область       | 1:23.04 | Андрій Ковенко Вінницька область      | 1:26.05 |
| Ходьба 20 кілометрів           | Іван Лосев Київська область       | 1:21.31 | Руслан Дмитренко Донецька область | 1:21.54 | Андрій Ковенко Вінницька область      | 1:23.40 |
| Ходьба 30 кілометрів (зимовий) | Сергій Будза Київська область     | 2:10.51 | Максим Коваленко Київська область | 2:12.38 | Олександр Романенко Вінницька область | 2:15.05 |
| Ходьба 50 кілометрів           | Сергій Будза Київська область     | 3:54.20 | Рафа Федачинський Польща          | 3:55.06 | Рафаль Сікора Польща                  | 3:55.56 |

#### Жінки
| Дисципліни                     | Золото                            | Золото  | Срібло                             | Срібло  | Бронза                           | Бронза  |
| ------------------------------ | --------------------------------- | ------- | ---------------------------------- | ------- | -------------------------------- | ------- |
| Ходьба 20 кілометрів (зимовий) | Надія Боровська Волинська область | 1:34.43 | Олена Мірошниченко Сумська область | 1:37.12 | Олена Шевчук Житомирська область | 1:38.37 |
| Ходьба 20 кілометрів           | Надія Боровська Волинська область | 1:36.01 | Олена Шумкіна Донецька область     | 1:38.46 | Ольга Яковенко Вінницька область | 1:41.08 |

### Гірський біг та крос
- Весняний чемпіонат України з кросу 2010 був проведений 25-26 березня в Цюрупинську.
- Осінній чемпіонат України з кросу 2010 був проведений 25-26 жовтня в Кіровограді.
- Чемпіонат України з гірського бігу 2010 мав бути проведений 12 червня в Балаклаві. Проте, змагання були скасовані через брак фінансування[2].

#### Чоловіки
| Дисципліни            | Золото                                 | Золото | Срібло                                    | Срібло | Бронза                                   | Бронза |
| --------------------- | -------------------------------------- | ------ | ----------------------------------------- | ------ | ---------------------------------------- | ------ |
| Крос 4 км (весняний)  | Сергій Лисенко Полтавська область      | 12.24  | Максим Кривоніс Івано-Франківська область | 12.34  | Сергій Рибак Вінницька область           | 12.38  |
| Крос 10 км (весняний) | Тарас Сало Львівська область           | 32.21  | Леонід Рибак Хмельницька область          | 32.26  | Богдан Семенович Київська область        | 32.33  |
| Крос 4 км (осінній)   | Артем Казбан Дніпропетровська область  | 12.20  | Володимир Киц Київська область            | 12.23  | Андрій Мельник Івано-Франківська область | 12.25  |
| Крос 10 км (осінній)  | Ігор Гелетій Івано-Франківська область | 31.22  | Максим Кривоніс Івано-Франківська область | 31.30  | Василь Ремщук Вінницька область          | 31.34  |

#### Жінки
| Дисципліни           | Золото                                   | Золото | Срібло                                   | Срібло | Бронза                                   | Бронза |
| -------------------- | ---------------------------------------- | ------ | ---------------------------------------- | ------ | ---------------------------------------- | ------ |
| Крос 4 км (весняний) | Тетяна Головченко Сумська область        | 14.13  | Вікторія Погорєльська Харківська область | 14.20  | Тетяна Гамера-Шмирко Київська область    | 14.29  |
| Крос 8 км (весняний) | Тетяна Філонюк Хмельницька область       | 29.05  | Юлія Рубан Київська область              | 29.23  | Олена Білощук Хмельницька область        | 29.33  |
| Крос 4 км (осінній)  | Вікторія Погорєльська Харківська область | 14.18  | Наталія Батрак Харківська область        | 14.32  | Анна Пєшкова Дніпропетровська область    | 14.39  |
| Крос 8 км (осінній)  | Тетяна Головченко Сумська область        | 29.55  | Тетяна Гамера-Шмирко Київська область    | 30.12  | Вікторія Погорєльська Харківська область | 30.21  |

### Шосейний біг
- Чемпіонат України з бігу на 10 кілометрів 2010 був проведений 29 серпня у Слов'янську.
- Чемпіонат України з бігу на 20 кілометрів 2010 був проведений 1 травня у Дніпропетровську.
- Чемпіонат України з марафонського бігу 2010 був проведений 3 жовтня у Білій Церкві в межах Білоцерківського марафону[3].

#### Чоловіки
| Дисципліни    | Золото                                 | Золото  | Срібло                                       | Срібло  | Бронза                                  | Бронза  |
| ------------- | -------------------------------------- | ------- | -------------------------------------------- | ------- | --------------------------------------- | ------- |
| 10 кілометрів | Олександр Сітковський Донецька область | 30.22   | Олександр Бабарика Рівненська область        | 30.35   | Олександр Матвійчук Хмельницька область | 30.36   |
| 20 кілометрів | Ігор Олефіренко Волинська область      | 1:01.02 | Олександр Тершовчин Дніпропетровська область | 1:01.25 | Василь Коваль Вінницька область         | 1:01.29 |
| Марафон       | Василь Ремщук Вінницька область        | 2:15.13 | Ярослав Мушинський Молдова                   | 2:16.32 | Антон Сімонов Дніпропетровська область  | 2:16.51 |

#### Жінки
| Дисципліни    | Золото                             | Золото  | Срібло                            | Срібло  | Бронза                             | Бронза  |
| ------------- | ---------------------------------- | ------- | --------------------------------- | ------- | ---------------------------------- | ------- |
| 10 кілометрів | Ірина Сергєєва Росія               | 33.19   | Тетяна Головченко Сумська область | 33.53   | Тетяна Вілісова Росія              | 33.19   |
| 20 кілометрів | Тетяна Головченко Сумська область  | 1:06.17 | Маргарита Лучиніна АР Крим        | 1:07.06 | Світлана Станко Рівненська область | 1:09.28 |
| Марафон       | Ольга Котовська Рівненська область | 2:43.03 | Марія Кисельова Росія             | 2:46.25 | Людмила Пушкіна Херсонська область | 2:49.52 |